# Румунија на Светском првенству у атлетици на отвореном 2022.
Румунија је учествовала на 18. Светском првенству у атлетици на отвореном 2022. одржаном у Јуџину  од 15. до 25. јула осамнаести пут, односно, учествовала је на свим првенствима до данас. Репрезентацију Румуније представљало је 10 такмичара (4 мушкарца и 6 жена) који су такмичили у 9 дисциплина (4 мушке и 5 женских). , 
На овом првенству такмичари Румуније нису освојили ни једну медаљу. У табели успешности према броју и пласману такмичара који су учествовали у финалним такмичењима (првих 8 такмичара) Румунија је са 2 учесника у финалу делила 54. место са 5 бодова. 
| Плас. | Земља    | 1. место | 2. место | 3. место | 4. место | 5. место | 6. место | 7. место | 8. место | Бр. финал. | Бод. |
| ----- | -------- | -------- | -------- | -------- | -------- | -------- | -------- | -------- | -------- | ---------- | ---- |
| =54.  | Румунија | 0        | 0        | 0        | 0        | 0        | 1        | 1        | 0        | 2          | 5    |

## Учесници
| Мушкарци: - Маријус Јулијан Кочиоран — Ходање 35 км - Андреј Рареш Тоадер — Бацање кугле - Алин Александру Фирфирика — Бацање диска - Александру Михаица Нова — Бацање копља | Жене: - Ана Вероника Родеан — Ходање 35 км - Михаела Акатрина — Ходање 35 км - Данијела Станчу — Скок увис - Бјанка Перије-Гелбер — Бацање кладива |

## Резултати

### Мушкарци
| Атлетичар                 | Дисциплина   | Лични рекорд | Квалификације | Квалификације | Полуфинале           | Полуфинале   | Финале               | Финале       | Детаљи |
| Атлетичар                 | Дисциплина   | Лични рекорд | Резултат      | Место         | Резултат             | Место        | Резултат             | Место        | Детаљи |
| ------------------------- | ------------ | ------------ | ------------- | ------------- | -------------------- | ------------ | -------------------- | ------------ | ------ |
| Маријус Јулијан Кочиоран  | 35 км ходање | 2:38:00 НР   |               |               |                      |              | 2:43:27              | 38 / 40 (50) |        |
| Андреј Рареш Тоадер       | Бацање кугле | 21,29 НР     | 19,83         | 9. у гр. А    |                      |              | Није се квалификовао | 18 / 34 (35) |        |
| Алин Александру Фирфирика | Бацање диска | 67,32        | 65,54 кв, ЛРС | 6. у гр А     | 65,57                | 7 / 29 (30)  |                      |              |        |
| Александру Михаица Новак  | Бацање копља | 86,37 НР     | 75,20         | 12. у гр А    | Није се квалификовао | 25 / 27 (28) |                      |              |        |

### Жене
| Атлетичарка          | Дисциплина     | Лични рекорд | Квалификације      | Квалификације      | Полуфинале | Полуфинале | Финале      | Финале       | Детаљи |
| Атлетичарка          | Дисциплина     | Лични рекорд | Резултат           | Место              | Резултат   | Место      | Резултат    | Место        | Детаљи |
| -------------------- | -------------- | ------------ | ------------------ | ------------------ | ---------- | ---------- | ----------- | ------------ | ------ |
| Ана Вероника Родеан  | 35 км ходање   | 2:59:27      |                    |                    |            |            | 3:01:29 ЛРС | 26 / 35 (41) |        |
| Михаела Акатрина     | 35 км ходање   | 3:08:36      | Није завршила трку | Није завршила трку |            |            |             |              |        |
| Данијела Станчу      | Скок увис      | 1,96         | 1,93 кв, =ЛРС      | 2. у гр. Б         |            |            | 1,93 =ЛРС   | 10 / 29 (30) | ]      |
| Бјанка Перије-Гелбер | Бацање кладива | 74,18        | 72,00 кв           | 5. у гр Б          | 72,26      | 6 / 30     |             |              |        |